# Luo Ruičing
Luo Ruičing (kitajsko: 罗瑞卿; pinjin: Luo Ruiqing), kitajski general, * 31. maj 1906, Nančong, Sečuan, Kitajska, † 3. avgust 1978, Heidelberg, Zahodna Nemčija.
Luo Ruičing, general (Da Džjang), je bil minister za javno varnost Ljudske republike Kitajske (1949-59) in vodja Generalštabnega oddelka Ljudske osvobodilne armade (1959-65).